# Sture Sivertsen
Sture Sivertsen (Levanger, 16 aprile 1966) è un ex fondista norvegese, vincitore di varie medaglie olimpiche e iridate.

## Biografia
In Coppa del Mondo ottenne il primo risultato di rilievo il 10 marzo 1990 a Örnsköldsvik (8°), il primo podio il 16 marzo 1991 a Oslo (3°) e l'unica vittoria il 5 febbraio 1995 a Falun.
In carriera prese parte a due edizioni dei Giochi olimpici invernali, Lillehammer 1994 (5° nella 10 km, 3° nella 50 km, 7° nell'inseguimento, 2° nella staffetta) e Nagano 1998 (9° nella 10 km, 15° nella 30 km, 27° nell'inseguimento, 1° nella staffetta), e a quattro dei Campionati mondiali, vincendo quattro medaglie.

## Palmarès

### Olimpiadi
- 3 medaglie:
  - 1 oro (staffetta a Nagano 1998)
  - 1 argento (staffetta[1] a Lillehammer 1994)
  - 1 bronzo (50 km[1] a Lillehammer 1994)

### Mondiali
- 4 medaglie:
  - 4 ori (10 km[1], staffetta[1] a Falun 1993; staffetta[1] a Thunder Bay 1995; staffetta[1] a Trondheim 1997)

### Coppa del Mondo
- Miglior piazzamento in classifica generale: 8º nel 1993 e nel 1997
- 12 podi (7 individuali, 5 a squadre[2])[3]:
  - 1 vittoria (a squadre)
  - 4 secondi posti (2 individuali, 2 a squadre)
  - 7 terzi posti (5 individuali, 2 a squadre)

#### Coppa del Mondo - vittorie
| Data            | Località | Nazione | Spec.                                                         |
| --------------- | -------- | ------- | ------------------------------------------------------------- |
| 5 febbraio 1995 | Falun    | Svezia  | 4x10 km TL (con Terje Langli, Bjørn Dæhlie e Thomas Alsgaard) |

Legenda:

TL = tecnica libera